# Palpomyia guyana
Palpomyia guyana är en tvåvingeart som beskrevs av Clastrier 1992. Palpomyia guyana ingår i släktet Palpomyia och familjen svidknott.
Artens utbredningsområde är Franska Guyana. Inga underarter finns listade i Catalogue of Life.